# Многогрешный, Демьян Игнатьевич
Демья́н Игна́тьевич Многогре́шный (1631, Короп — 1703, Селенгинск) — гетман Войска Запорожского на Левобережной Украине с 3 марта 1669 года по 1672 год, преемник гетмана Ивана Брюховецкого.

## Биография
Происхождение будущего гетмана до конца не установлено. Согласно одним данным, он был сыном простого казака и, как «мужичий сын», не пользовался уважением у знати. Некоторые современные историки предполагают, что он происходил из шляхетского рода Игнатовичей, а Многогрешный — это его казацкое прозвище, которое закрепилось за ним в качестве фамилии. В. Горобець привёл данные о первом упоминании этого прозвища послами во время пятого раунда польско-российских переговоров о реализации пунктов Андрусовского перемирия в 1671 году. Сам гетман использовал исключительно подписи «Демьян Игнатович», «Демко Игнатович», реже «Дамиан Игнатов».
Участвовал в казацко-крестьянском восстании 1648—1654 годов. В 1649 году записан в реестр как войсковой есаул. При гетмане Левобережной Украины Иване Брюховецком был полковником черниговским (1665—1668). В 1668 году Многогрешный, как противник Андрусовского перемирия, участвовал в антимосковском восстании, которое возглавил Иван Брюховецкий. Затем стал одним из первых полковников, которые перешли на сторону гетмана Правобережной Украины Петра Дорошенко, предлагая ему объединить под своей властью всю Украину. Когда в 1668 году Пётр Дорошенко стал гетманом обоих берегов Днепра, он назначил наказным гетманом на Левобережной Украине черниговского полковника Демьяна Многогрешного, а сам вернулся в свою столицу Чигирин. Видя наступление русской армии во главе с князем Григорием Ромодановским на Северские земли (деблокада Чернигова и битва под Седневом) и под давлением прорусски настроенной части старшины и духовенства, особенно Черниговского архиепископа Лазаря Барановича, Многогрешный вступил в переговоры с царскими послами. 
17 декабря 1668 года «наказной гетман Северский» Демьян Многогрешный был избран гетманом всей Левобережной Украины на казацкой раде в Новгороде-Северском и от имени всей старшины принёс присягу царю Алексею Михайловичу. 3 марта 1669 года, уже в Глухове, генеральная рада вновь избрала его гетманом, и вскоре после присяги он заключил с царём Алексеем Михайловичем Глуховские статьи, единственный документ, который после смерти Богдана Хмельницкого обеспечивал реальную автономию Левобережной Украины в составе Российского государства. Со своей стороны пытался не вступать в открытую конфронтацию с гетманом Правобережной Украины Петром Дорошенко, принявшим турецкий вассалитет.
По доносу группы старшин, обвиненный в связях с Турцией, в ночь с 12 на 13 марта 1672 года Многогрешный был низложен казацкой старшиной в Батурине и выдан царским представителям. Вскоре в Москве приговорён к смертной казни, заменённой пожизненной ссылкой, и вместе со своим соратником, полковником Матвеем Гвинтовкой, сослан в Сибирь, где отбывал заключение в Иркутской тюрьме до 1682. Затем нес «городовую и уездную службу», удостоился звания «иркутского боярского сына» с назначением денежного и хлебного окладов. По протесту нового гетмана Самойловича в 1684 был отправлен в Селенгинский острог, после смещения Самойловича в 1687 освобожден.
В качестве командира конного отряда участвовал в частых боях и рейдах с монголами. В 1688 году руководил успешной обороной Селенгинского острога от монгольских войск Тушэту-хана Чихуньдоржа, союзника цинского Китая. В следующем году принимал участие в переговорах с цинским Китаем, завершившимися подписанием Нерчинского договора. В 1690—1694 годах он занимал должность приказчика Селенгинского острога. В 1696 или 1701 году постригся в монахи.
Демьян Многогрешный умер в Селенгинске в 1703 году. Согласно другой версии, умер в Иркутске, в одном из монастырей. Похоронен на кладбище Старого Селенгинска. Могила утеряна. Известно, что надгробная плита с его могилы была вмонтирована в пол селенгинского Спасского собора.

### Семья
- Жена — Настасья,
- Дети — Пётр, Иван, Яков, Елена, Марина
- Брат — Многогрешный, Василий Игнатьевич — черниговский полковник Войска Запорожского.

## Память
- В 2002 году была выпущена почтовая марка Украины, посвященная Многогрешному.
- В 2016 году установлен памятник недалеко от посёлка Новоселенгинск Селенгинского района Республики Бурятия[2].

В 2023 году памятник повреждён вандалами.